# 춘양역
춘양역(Chunyang station, 春陽驛)은 경상북도 봉화군 춘양면에 위치한 영동선의 철도역이다.
동해역, 영주역, 부전역, 동대구역 등으로 가는 무궁화호 열차가 1일 8~9회 다닌다. 이 역과 법전역 사이는 서울 지하철 1호선의 시청-종각 구간과 같이 선로의 곡선반경이 상당하여 열차의 속도를 감소시키는 원인이 되기도 한다. 2017년 12월 15일 강릉선 KTX 운행 관련 다이어 개정으로 백두대간협곡열차가 추가로 정차하게 되었다.

## 역명 유래
고려 충렬왕 때 복주목 속현으로 춘양현으로 설치된 데서 비롯되었다.

## 역사
- 1955년 6월 30일 : 신축 역사 준공
- 1955년 7월 1일 : 보통역으로 영업 개시[1]
- 1973년 3월 26일 : 민수용 무연탄 도착취급역 지정[2]
- 1997년 10월 1일 : 소화물 취급 중지[3]
- 1997년 12월 23일 : 신 역사 준공
- 1998년 1월 20일 : 신 역사로 이전
- 2000년 10월 21일 : 비둘기호 운행 중단
- 2004년 3월 31일 : 통일호 운행 중단
- 2004년 4월 1일 : #189(청량리발 영주행), #190(영주발 청량리행) 열차를 끝으로 새마을호 운행 중단
- 2004년 9월 1일 : 화물취급 중지[4]
- 2013년 4월 12일 : 중부내륙순환열차 운행 개시
- 2017년 12월 15일 : 강릉선 KTX 운행 관련 다이어 개정으로 백두대간협곡열차 춘양, 봉화 추가정차
- 2020년 2월 3일 : 중부내륙순환열차 운행 중지

## 승강장
| ↑임기  |
| 1 2 \| |
| 봉화↓  |

| 1 | 영동선 | 무궁화호 누리로 | 철암▪동해 방면        |
| 2 | 영동선 | 무궁화호 누리로 | 영주▪동대구▪부전 방면 |

## 역과 사회 문화
한국어의 관용적 표현 중 하나로 ‘억지춘양’ 또는 ‘억지춘향’이라는 말이 있다. 이 말의 유래는 여러 가지로 추측되는데, 그 중에 하나가 바로 춘양역과 관계가 있다. 본래 일제강점기 당시 영암선(영동선의 전신)을 부설할 때는 춘양을 통과하지 않기로 계획되어 있었으나 해방 후 그 계획이 자유당 집권 당시 비중 있던 정치인이었던 봉화군 출신 정문흠의 요구로 인해 갑자기 수정되어 춘양을 경유하도록 철로가 S자로 굽어져서 부설된 데서 유래했다는 설이다. 또는, 영동선 건설 당시 산고개를 뚫을 터널 기술이 부족한 관계로 마을을 통과하는 것이 불가피했기 때문이었다는 이야기도 있다.

## 인접한 역
| 영동본선         | 영동본선         | 영동본선       |
| ---------------- | ---------------- | -------------- |
| 봉화 부전 방면   | 무궁화호 영동선  | 현동 동해 방면 |
| 봉화 동대구 방면 | 무궁화호 영동선  | 임기 동해방면  |
| 봉화 영주 방면   | 무궁화호 영동선  | 임기 동해 방면 |
| 봉화 영주 방면   | 백두대간협곡열차 | 분천 철암 방면 |